# Kojetice (kraj Wysoczyna)
Kojetice – miejscowość i gmina (obec) w Czechach, w kraju Wysoczyna, w powiecie Třebíč. W 2022 roku liczyła 452 mieszkańców.